# Omzetting van taalvormen
Van omzetting van taalvormen kan worden gesproken als de morfologie of spelling van de ene taal of de ene soort taalgebruik wordt toegepast op een andere taal of een ander soort taalgebruik.
Te onderscheiden zijn:
- Latinisering: Aan een naam in de volkstaal wordt een Latijnse vorm gegeven: Kruik wordt Cruquius; of de naam wordt geheel in het Latijn vertaald: Schipper wordt Nauta.
- Romanisatie: De bewerking waarbij een taal met een ander spellingsysteem wordt weergegeven in het Romeinse of Latijnse alfabet: dit kan door middel van transcriptie of transliteratie.
(Niet te verwarren met romanisering, het overnemen van een Romaanse taal of Romaanse culturele elementen.)
- Sinificatie: Het omzetten van een taal met een ander spellingsysteem naar het Chinese alfabet.
- Transliteratie: Het omzetten van het ene alfabet of schriftsysteem in het andere: Sanskriet कण्ठय wordt kaṇṭhya.
- Transcriptie: Het zo klankgetrouw mogelijk weergeven van een geschreven tekst of een gesproken taaluiting, vaak fonetisch: de Nederlandse uitspraak van encyclopedie levert dan [εnsiklopedi] op.